# Junior Casale Monferrato
Associazione Sportiva Junior Pallacanestro Casale Monferrato, também conhecida por questões de patrocínio como Fastweb Casale Monferrato, é um time de basquetebol profissional italiano da cidade de Casale Monferrato. Atualmente a equipe disputa a Serie A2.
Foi fundado em 1956 e, no passado, devido a acordos de patrocínio, era conhecido como Krumiri Casale Monferrato (2003), Bistefani Casale Monferrato (2003-04)  e Curtiriso Casale Monferrato (2005-06). Seu melhor resultado foi o 4º lugar na LegADue na temporada 2008/09.